# Annette Muller

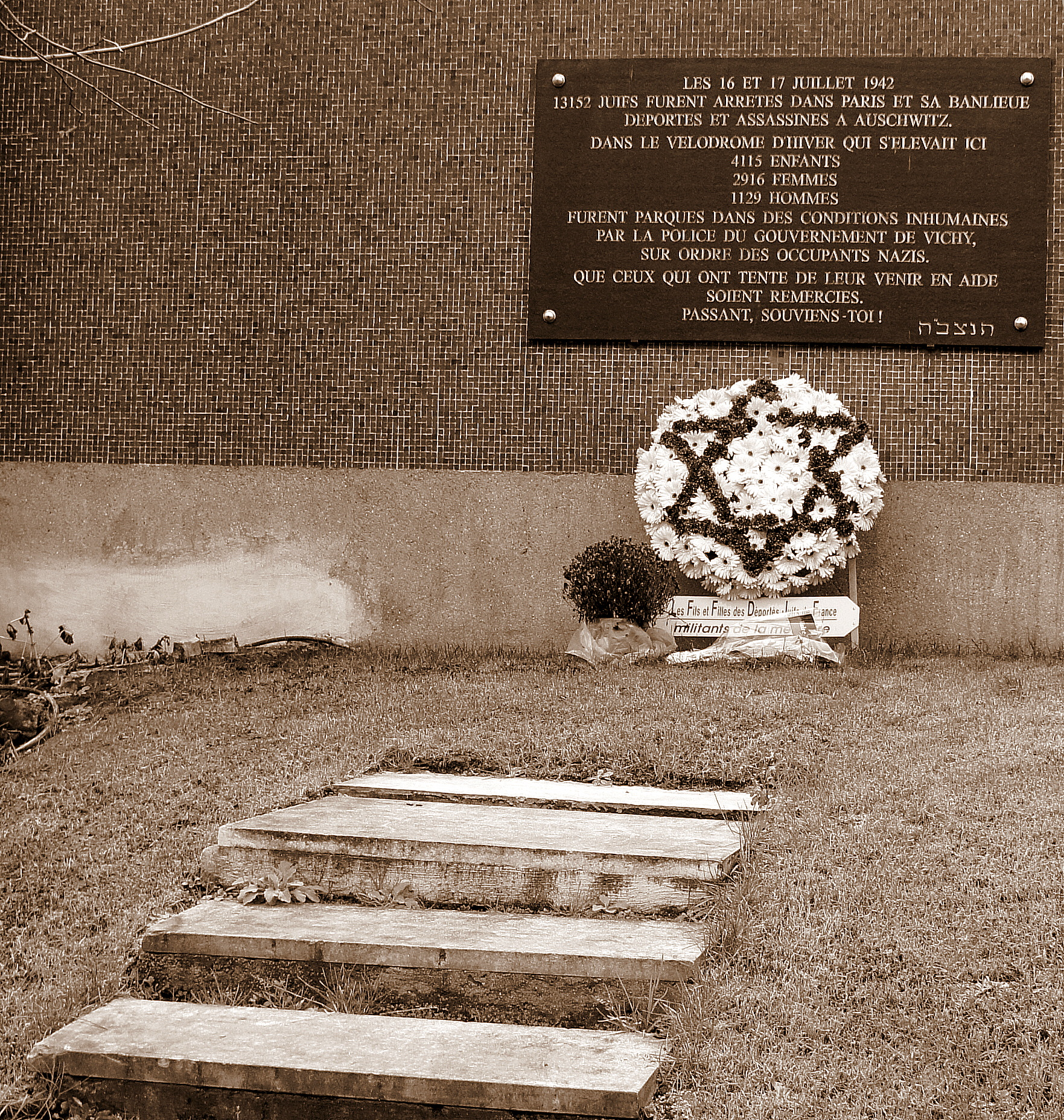
Monumento commemorativo del rastrellamento del 1942

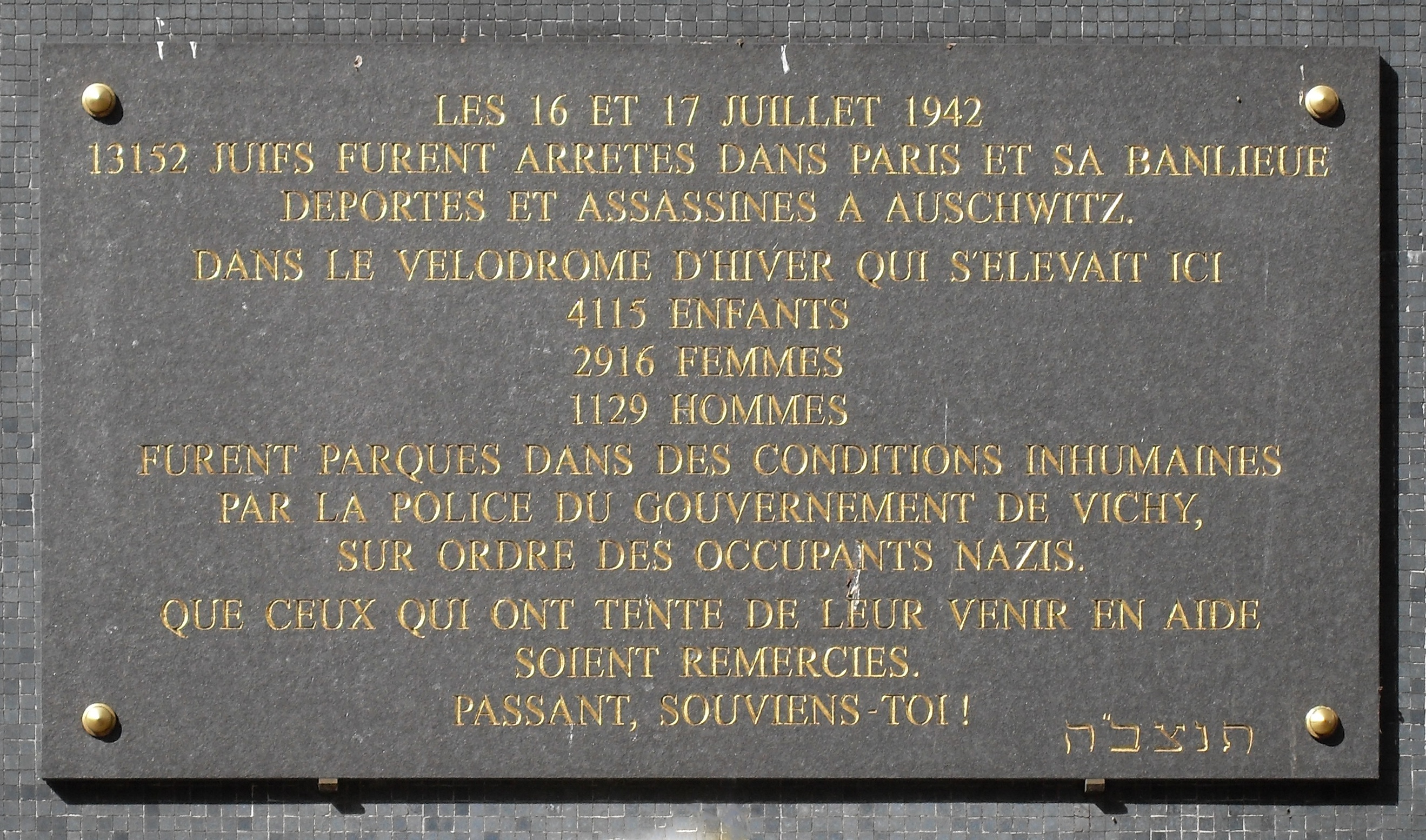
Monumento commemorativo (particolare)

Annette Muller (Parigi, 15 marzo 1933 – Le Blanc-Mesnil, 9 agosto 2021), di famiglia ebraica, è stata una delle poche bambine superstiti del rastrellamento del Velodromo d'inverno, avvenuto a Parigi il 16 e 17 luglio 1942, in cui la polizia francese del Governo di Vichy prelevò migliaia di famiglie ebree (12.884 persone, tra cui 4.115 bambini), poi avviate ai campi di concentramento. La sua autobiografia (edita nel 1991) costituisce una delle poche testimonianze dirette della terribile vicenda.

## La prima infanzia
Annette Muller è nata da genitori ebrei polacchi, provenienti da Tarnów, trasferitisi poco più che ventenni in Francia nel 1929 per sfuggire alla povertà ed all'antisemitismo crescente. La madre Rachel (? 1907-1942) proveniva da una famiglia povera e molto religiosa; il padre Manek (? 1909-2002), militante comunista, era un giovane apprendista sarto. Si stabilirono a Parigi, nel cuore di Ménilmontant, dove nacquero i quattro figli. Il padre svolgeva la propria attività con l'aiuto della moglie nel piccolo appartamento di Rue de L'Avenir n. 3 ed era entrato in contatto coi sindacalisti della CGT-MOI (Main d'œuvre immigrée).

## Il rastrellamento del 1942
Con l'occupazione tedesca della Francia nel 1940 e l'inizio delle persecuzioni antisemite, Annette si trova a vivere la difficile esperienza dei bambini dell'Olocausto. Il padre perse il lavoro; al momento del rastrellamento era pero' fuori Parigi, in attesa di entrare nel campo di lavoro per ebrei immigrati a Creil (dipartimento dell'Oise); avvisato delle operazioni in corso, riuscì a fuggire e a nascondersi.
All'arrivo della polizia francese i due figli più grandi (Henri e Jean, di 10 e 11 anni) riuscirono a fuggire e, riunitisi al padre, si salvarono dalla persecuzione perché ospitati presso l'Orfanotrofio di Neuilly-sur-Seine (l'Haÿ-les-roses) di Suor Clotilde Régereau, delle Figlie della Carità di San Vincenzo de' Paoli.
Annette, con la madre e il piccolo Michel (n. 1935) di sette anni, furono prelevati, condotti prima al campo temporaneo del Vélodrome d'Hiver e poi dopo sei giorni deportati nel centro di detenzione di Beaune-la-Rolande. Qui tutti i bambini furono presto separati dai genitori, lasciati a loro stessi privi di cure e sottoposti alle angherie delle guardie del campo.

## Le sorti della famiglia e la testimonianza
La madre riuscì a corrompere una guardia e ad inviare una lettera al marito; come tutti gli adulti fu trasferita ad Auschwitz, dove morì nello stesso 1942.
I bambini prigionieri furono trasferiti al campo di internamento di Drancy.
Nel novembre 1942 il padre di Annette, dietro compenso e con l’aiuto di un esponente polacco dell’UGIF (Union générale des israélites de France), riuscì a far considerare i due figli internati come “lavoratori di pellami” (ouvriers fourreurs), necessari ai Tedeschi per la Campagna di Russia, e poi a farli trasferire in un ex ospedale psichiatrico (a Montmartre, in rue Lamarck), poi all’Orfanotrofio cattolico a Neuilly-sur-Seine di Suor Clotilde, dove si ricongiungerà con i due fratelli fuggiti, ed infine al Mans (orfanotrofio ebraico) fino al 1947.
Nel dopoguerra, Annette Muller sposata Bessmann ha svolto diverse occupazioni prima di diventare formatrice di personale pubblico.
Nel 1991 Annette Muller ha pubblicato la sua autobiografia in cui fornisce testimonianza dei tragici eventi.
(Annette Muller, La petite fille du Vel' d'Hiv, 1991)

## Filmografia
- Maurice Frydland, Les Enfants du Vel d'Hiv (1992) su sceneggiatura di Michel Muller[9]
- Samuel Muller, Un voyage pas comme les autres (2011) [10]
- Roselyne Bosch, Vento di primavera (2010)